# Hatu-Udu (Ort)
Hatu-Udu ist ein osttimoresischer Ort im Suco Maliubu (Verwaltungsamt Bobonaro, Gemeinde Bobonaro). Das Dorf liegt im Südosten der Aldeia Hatu-Udu, an der Überlandstraße von Maliana nach Atsabe. Nach Westen geht der Ort in das Dorf Hauba über. Östlich liegt das Dorf Lo’o Dasi. 'Hatu-Udu befindet sich auf einer Meereshöhe von 949 m.
Westlich und nordöstlich von Hatu-Udu befinden sich zwei Schulen.